# Морфемика
Морфе́мика — раздел науки о языке, который изучает морфемное (от греч. μορφή ‘форма’) строение слова. Это учение о таких структурных элементах слова, которые существуют в нём как носители определённого значения, то есть это учение о морфемах .
Морфемика — морфемный  строй языка (совокупность и типы вычленяемых в словах морфем), а также раздел языкознания, изучающий морфологические модели языка: типы и структуру морфем, их формальные разновидности (морфы) и закономерности расположения морфем в более протяжённых языковых единицах (основах, словоформах). Поскольку аффиксы — грамматические морфемы — относятся к сфере грамматики, морфемика может рассматриваться как часть грамматики, охватывающая аспекты морфологии и словообразования, описывающие аффиксы и выражаемые ими грамматические и словообразовательные значения.
Термин «морфемика» не является общепринятым и стал широко применяться не ранее 1970-х гг., когда увидела свет академическая «Грамматика современного русского литературного языка» («Грамматика-70»), однако к тому времени учение о морфемах и некоторые принципы описания морфемного уровня языка уже были известны.

## Подразделы дисциплины
Могут быть выделены следующие подразделы морфемики:
- учение о видах морфем по месту в слове и функции (корень vs. служебные морфемы, или аффиксы: префикс, суффикс, постфикс, интерфикс, инфикс, конфикс, флексия);
- учение о типах выражаемых морфемами значений (лексические, грамматические, словообразовательные значения);
- учение об инвариантах и вариантах языковых единиц морфемного уровня, первые из которых являются представителями вторых в тексте (морф — морфема, словоформа — слово, основа словоформы — основа слова);
- учение о принципах вычленения в словоформах морфов — минимальных единиц, обладающих значением, — и о правилах отождествления алломорфов одной морфемы;
- учение о звуковых изменениях, связанных с сочетаемостью морфем (чередованиях фонем в морфах одной морфемы, усечениях и наращениях основ, поведении ударения);
- учение о моделях фонологической структуры морфов, относящихся к различным классам, и морфной структуры словоформ.

Поскольку сочетаемостные звуковые изменения и структурные модели в той или иной степени относятся к сфере морфонологических явлений, морфонология может рассматриваться как часть морфемики.

## Методы описания
В настоящее время методы описания морфемного уровня разработаны в отношении языков различной структуры. Основными из методов являются описательно-аналитический, предполагающий построение правил вычленения морфов и идентификации разновидностей одной морфемы и принятый, к примеру, в академической «Русской грамматике» 1980 года, и генеративно-синтетический — построение правил выведения из морфа, признаваемого исходным, других морфов той же морфемы, встречающееся, в частности, в работах Д. С. Ворта и В. Г. Чургановой.
В рамках исследований по морфемике осуществляется инвентаризация типов и значений морфем, а также морфонологических явлений в грамматиках и морфемных словарях.

## Актуальные проблемы
В современной морфемике существует ряд дискуссионных вопросов, в числе которых:
- пределы варьирования морфемы, допустимость использования критерия формального сходства для объединения морфов в общий инвариант — морфему;
- статус субморфов;
- допустимость вычленения единиц, не обладающих морфемным статусом (интерфиксов в терминологии Е. А. Земской);
- степени членимости слова на морфемы (обсуждаются в работах М. В. Панова, Е. С. Кубряковой).